# Diego Durán
Diego Durán (1537, Sevilla - † 1588) fou un historiador i dominic espanyol, escriptor d'una de les primeres obres sobre diversos aspectes de la societat asteca.

## Obra
La seva obra més important és la Historia de las Indias de Nueva España e islas de Tierra Firme, de vegades referida com Códice Durán, fou editada per primera vegada en diversos volums entre el 1867 i el 1880 per interès de José Fernando Ramírez de rescatar aquest manuscrit de la Biblioteca Nacional de Madrid. Durán compongué aquesta Història després de realitzar una investigació exhaustiva en fonts orals, còdexs i testimonis diversos, els quals va estudiar i confrontà per donar una versió més certa de la informació sobre els asteques i els seus contemporanis. A semblança de Bernardino de Sahagún, el treball tingué com a fi antropològica conèixer de forma directa els costums i tradicions dels pobles de Mesoamèrica, abastant des de dibuixos fins a estudis de la llengua, mites i llegendes, déus, ritus funeraris, cultura, gastronomia i organització social i política.
A la Biblioteca Nacional d'Espanya es conserva un exemplar manuscrit datat del 1587 titulat Historia de las Indias y relación de su idolatría y religión antigua con su calendario. També són obres seves el Libro de dioses y ritos i el Calendario antiguo.